# Anorexia mirabilis
Anorexia mirabilis (griech./lat.: etwa „wundersame Appetitlosigkeit“) oder Inedia prodigiosa ist die Bezeichnung für ein Fasten aus spirituellen Gründen. Der Begriff wurde von mittelalterlichen Ärzten verwendet, die es als wunderlich ansahen, wenn Frauen langes Fasten überlebten.
Während bei der Anorexia nervosa meist eine Veränderung des Körpers im Vordergrund steht, zielt das Fasten auf eine geistige Annäherung an Gott hin. Meist handelt es sich bei Heiligen, von denen Anorexia mirabilis berichtet wird, um Mystikerinnen, die ein Leben der Askese führten, das von Armut, Kasteiungen, Ehelosigkeit und nächtlichem Gebet geprägt war.
Die heiligen Beatrice von Nazareth, Maria von Oignies (1167–1213), Katharina von Siena (1347–1380), Columba von Rieti (1467–1501) und Rosa von Lima (1586–1617) sollen sich nur von Hostien und ein wenig Nahrung wie etwa Granatapfelkernen oder Kräutern ernährt haben. Als Folge der Reformation kam es zu einer neuen Beurteilung anhaltenden Fastens: Es galt nun eher als ein Werk des Teufels denn eine gottgefällige Verrichtung. Betroffene Frauen galten nicht mehr als gottesfürchtig oder heilig, sondern als vom Bösen besessen.